# Ассоциированное трио
Ассоциированное трио (англ. Association Trio; груз. ასოცირებული ტრიო; рум. Trio Asociat; укр. Асоційоване Тріо) — трёхсторонний формат для усиленного сотрудничества, координации и диалога между министерствами иностранных дел Грузии, Республики Молдовы и Украины, а также с Евросоюзом по вопросам, представляющим взаимный интерес, связанным с евроинтеграцией государств, включая сотрудничество в рамках Восточного партнёрства.
Координируя свои действия, Грузия, Республика Молдова и Украина стремятся расширить возможности соглашений об ассоциации с ЕС, способствовать секторальному сближению с ЕС (интеграции в единый цифровой рынок, энергетический и Таможенный союз, ENTSO-E, вхождению в Шенгенскую зону, сотрудничеству в сфере транспорта, экологии, законодательства, стратегических коммуникаций, здравоохранения, безопасности и обороны) и постепенной интеграции в Европейский единый рынок.

## История
Ассоциированное трио было создано 17 мая 2021 году в Киеве, путём подписания совместного меморандума между министрами иностранных дел Грузии, Молдавии и Украины.

На совместном брифинге глава украинского МИД Дмитрий Кулеба заявил: 
Мы сегодня сделали доброе дело. Мы подписали документ, который устанавливает «Ассоциированного трио». Это формат усиленного сотрудничества (...) в направлении европейской интеграции (...) подчёркивает наше намерение гарантировать европейскую перспективу (...) и амбиции получить членство в ЕС
Все три министра подтвердили историческую связь своих стран с Евросоюзом, а также заявили о поддержке европейских ценностей и неизменности курса на вступление в ЕС.
24 июня 2021 года был осуществлён первый совместный визит в Брюссель государств Ассоциированного трио, где обсудили европейскую интеграцию трёх стран, дальнейшую либерализацию торговых отношений, новые перспективные направления секторального сотрудничества с ЕС, в частности в области реализации Европейского зелёного курса и цифрового перехода.
19 июля того же года действующие лидеры Грузии, Молдавии и Украины подписали Батумскую декларацию о стремлении трёх стран в Европейский союз.

На следующий день Кулеба разместил на своей странице в Facebook видеообращение, где сказал следующее: 
«Ассоциированное трио» — это, по сути, отрезание трёх наших стран от «русского мира», от всех этих концепций «единого народа». У нас действительно было общее прошлое с Российской Федерацией, но общее будущее у нас будет с другими станами, не с Россией. К сожалению, Россия себя дискредитировала и мы не можем ей верить. Мы должны с ней строить отношения, потому что она остаётся политической реальностью. Мы должны заботиться о своей безопасности, но будущее Украины, Молдавии и Грузии находится в Европе.
Также политик отметил, что если эти страны не объединят свои усилия в Чёрном море, то Россия превратит его в своё внутреннее «озеро». Он добавил, что в Батуми состоялся «поворотный момент» и впервые участники формата совместно заявили об этом. Министр подчеркнул: «Мы убеждены, что без членства наших трёх стран в Европейском союзе обеспечить полноценную безопасность в Европе будет невозможно».

## Механизмы сотрудничества
Исходя из общих интересов европейской интеграции, участники формата сотрудничают с целью усиления своей политической ассоциации и экономической интеграции с ЕС и продвижения новых возможностей в рамках «Восточного партнёрства» — усиленного политического диалога, экономической и отраслевой интеграции.
Вклад участников в сотрудничество в рамках «Восточного партнёрства» не противоречит их двустороннему сотрудничеству с ЕС в соответствии с их европейскими устремлениями. Также подчёркивается важность поддержки Евросоюзом суверенитета и территориальной целостности Грузии, Республики Молдовы и Украины в международно признанных границах, а также укрепления их стабильности и безопасности. Трио продолжит работать над усилением роли ЕС в продвижении мирного решения конфликтов в соответствующих форматах и платформах.
Учитывая амбициозность и сложность программы реформ в государствах «Ассоциированного трио», государства признают решающую роль помощи ЕС — в частности, специальных финансовых инструментов, применение которых будет обусловлено прогрессом реформ.

### Инициативы
Руководствуясь целью углубления евроинтеграции, а также желая обеспечить дальнейшее стратегическое развитие «Восточного партнёрства», участники договорились совместно содействовать в диалоге с институтами ЕС и государствами-членами ЕС следующим целям:
- Расширение повестки дня диалогов между Европейской комиссией и «Ассоциированным трио», кроме вопросов, связанных с УВЗСТ на новые тематические направления для усиленного сотрудничества, такие как транспорт, энергетика, цифровая трансформация, зелёная экономика, юстиция и внутренние дела, стратегические коммуникации, здравоохранение;
- Выход за рамки УВЗСТ и разработка дополнительных инструментов для облегчения и ускорения интеграции «Ассоциированного трио» во внутренний рынок ЕС;
- Усиление сотрудничества в области безопасности и обороны с ЕС с особым акцентом на противодействие гибридным угрозам, укреплению киберстойкости, разработке платформ сотрудничества с гибридной ядерной синтетической центром ЕС и Агентством кибербезопасности ЕС, участия в миссиях и операциях ОПСС, а также участия в проектах ЕС постоянного структурированного сотрудничества (PESCO);
- Содействие дальнейшему привлечению «Ассоциированного трио» к рамочным программам и учреждениям ЕС;
- Поддержка мобилизации мощной помощи ЕС для поддержания сложных реформ «Ассоциированного трио» и обеспечения их доступа к альтернативным фондов и ресурсов, имеющихся в распоряжении ЕС, в том числе для реализации проектов, представляющих общий интерес;
- Координация совместных усилий в рамках Восточного партнерства на основе европейских стремлений и совместных потребностей «Ассоциированного трио».

### Способы сотрудничества
Для целей «Ассоциированного трио» страны-участницы согласились усилить свое сотрудничество следующими методами:
- Проведение регулярных и / или специальных трехсторонних консультаций с целью осмотра текущих событий или обсуждения конкретных вопросов в рамках их интеграции с ЕС, а также сотрудничества в рамках Восточного партнерства;
- Создание координаторов «Ассоциированного трио» в иностранных дел;
- Проведение координационных совещаний «Ассоциированного трио» по экспертов, высших должностных лиц и, при необходимости, уровне министров накануне важных событий повестки дня Восточного партнёрства, с особым вниманием к мероприятиям высокого уровня;
- Проведение совместных дипломатических демаршей в учреждения ЕС и государств-членов ЕС по совместно согласованных вопросов, касающихся их европейских стремлений, совместных инициатив по европейской интеграции, а также сотрудничества в рамках Восточного партнёрства;
- Проведение согласованной общественной коммуникации по совместным подходов, связанных с европейскими устремлениями «Ассоциированного трио» и сотрудничества в рамках Восточного партнерства, включая экспертные мероприятия и публикации;
- Разработка новых платформ для диалога с региональными инициативами с привлечением государств-членов ЕС, направленных на мобилизацию поддержки европейских стремлений Трио;
- Рассмотрение других форм сотрудничества, учитывая новые события, потребности и стратегические цели, вытекающие из прогресса в интеграции Трио из ЕС.

## Меморандум
Меморандум о взаимопонимании между Министерством иностранных дел Грузии, Министерством иностранных дел и европейской интеграции Республики Молдова и Министерством иностранных дел Украины
О налаживании усиленного сотрудничества по вопросам европейской интеграции — «Ассоциированного трио»
Министерства иностранных дел Грузии, Республики Молдова и Украины (далее "Участники"):
Принимая во внимание европейский выбор, европейские стремления и европейскую идентичность своих государств,
Приветствуя намерение друг друга обрести членство в Европейском союзе,
Следуя полной мере ценностей, на которых основана Европейский союз,
Учитывая исторически близкие отношения и чем дальше тесные связи между Европейским союзом, ее государствами-члена и их странами, а также их желание амбициозно и инновационно укреплять и расширять отношения,
Подчеркивая суверенное право наших народов определять свое будущее,
Установив политической ассоциации и экономической интеграции с ЕС на основании соглашений об ассоциации,
Признавая стратегическое значение «Восточного партнерства» и оставаясь преданными его дальнейшему развитию,
Пришли к взаимопониманию в отношении следующего:

 . . .

## Трио + 1
В декабре 2019 года, после восьмого пленарного заседания Парламентской ассамблеи Евронест, все члены приняли резолюцию, в которой изложены различные цели интеграции в ЕС, которые должны быть достигнуты к 2030 году. В данной резолюции подчеркивается важность программы Восточного партнерства и то, как эту инициативу поддерживают шесть стран, ассоциированных с ЕС, позволяют им двигаться быстрее с реализацией реформ и более глубокой политической и экономической интеграцией с ЕС. В резолюции введён термин «Трио + 1», который представляет собой три Соглашения об ассоциации, заключённых с Грузией, Молдавией и Украиной, а также CEPA, заключённое с Арменией. Резолюция призывает к дальнейшим усилиям по интеграции между ЕС и группой «Трио + 1» в течение следующего десятилетия.

## Перспектива членства в ЕС
Грузия и Украина готовились официально подать заявку на членство в ЕС в 2024 году. Однако вторжение России в Украину в 2022 году ускорило этот график и привело к тому, что Украина, Грузия и Молдавия подали заявки на членство в феврале — марте 2022 года.
Европарламент в 2014 году отмечал, что в соответствии со статьёй 49 Договора о ЕС, Грузия, Молдавия и Украина, как и любые другие европейские страны, имеют европейскую перспективу и могут подавать заявки на членство в ЕС в соответствии с принципами демократии.